# The Faraway Paladin
The Faraway Paladin (最果てのパラディン?, Saihate no Paradin, lett. "Il paladino remoto") è una serie di light novel giapponese scritta da Kanata Yanagino e illustrata da Kususaga Rin. Ha iniziato la serializzazione online nel maggio 2015 sul sito di romanzi web Shōsetsuka ni narō. Successivamente è stato acquisito da Overlap e pubblicato a partire da marzo 2016 sotto il suo marchio Overlap Bunko.
Un adattamento manga disegnato da Mutsumi Okuhashi è stato serializzato online attraverso il sito Comic Gardo di Overlap dal settembre 2017 e successivamente pubblicato in volumi tankōbon da marzo 2018. Un adattamento TV anime da parte di Children's Playground Entertainment è andato in onda dall'ottobre 2021 al gennaio 2022. Una seconda stagione, realizzata dagli studi OLM e Sunrise Beyond, è prevista per il quarto trimestre del 2023.

## Trama
Dopo aver trascorso una vita da recluso e senza scopo ed essere morto in preda al rimpianto, il protagonista si reincarna in un altro mondo, conservando i suoi ricordi. Il bambino, di nome William (alias Will), viene cresciuto da tre immortali, Brad, Marie e Gus, che in vita erano conosciuti come eroi, nelle rovine di una città abbandonata centinaia di anni fa. Deciso a vivere questa volta una vita senza rimpianti, Will apprende le arti marziali dallo spadaccino scheletrico Brad, il buon senso e la fede dalla sacerdotessa mummia Marie, e la conoscenza e la magia dal mago fantasma Gus.
Quando compie 15 anni, a Will viene raccontata la storia sua e dei suoi genitori adottivi. Circa 200 anni prima, un re demoniaco chiamato "Sommo Re" causò il caos nel mondo e la metà meridionale del mondo, fu distrutta. I tre eroi aiutati da molti compagni cercarono di soggiogare il "Sommo Re", ma il nemico era immortale, quindi Gus e Marie lo sigillarono nelle profondità del sottosuolo. Mentre temevano che il sigillo sarebbe stato rotto dai demoni sotto il suo controllo una volta che i tre eroi fossero morti, Echo (un'emanazione del dio immortale Stagnetate) scese e fece un contratto con loro per renderli immortali in cambio della loro devozione e servitù. La città in cui Will è cresciuto è il luogo in cui l'"Alto Re" è stato sigillato e Will era un bambino portato dal demone per rompere il sigillo.
Appena terminata la spiegazione, l'emanazione di Stagnetate riappare e reclama le anime di Brad e Marie. I tre eroi la affrontano ma rimangono gravemente feriti. Will, che era stato ignorato dal Dio, lo attacca con l'Overeaters, la spada magica che Blood aveva sottratto all'Alto Re. Dopo una lotta mortale, Will presta giuramento a Gracefeel, il dio del fuoco che governa la vita e la morte, riceve la sua benedizione e sconfigge l'emanazione.
Brad e Marie infine svaniscono e Gus negozia con il Dio della Luce per garantire che il sigillo rimanga attivo per altri dieci anni. Will abbandona quindi il luogo dove è nato e cresciuto alla ricerca di un modo per poter sconfiggere definitivamente il demone sigillato.

## personaggi
Mary (,Marī)
Doppiato da: yui horie (giapponese);

## Media

### Light novel
| Nº  | Giapponese 「Kanji」 - Rōmaji                           | Data di prima pubblicazione              | Data di prima pubblicazione |
| Nº  | Giapponese 「Kanji」 - Rōmaji                           | Giapponese                               |                             |
| 1   | 「死者の街の少年」 - shisha no machi no shōnen          | 25 marzo 2016 ISBN 978-4-86554-104-5     |                             |
| 2   | 「獣の森の射手」 - shishi no mori no shashu             | 25 luglio 2016 ISBN 978-4-86554-137-3    |                             |
| 3.1 | 「〈上〉鉄錆の山の王」 - (ue) tetsu sabi no yama no ō   | 25 dicembre 2016 ISBN 978-4-86554-177-9  |                             |
| 3.2 | 「〈下〉鉄錆の山の王」 - (shita) tetsusabi no yama no ō | 25 dicembre 2016 ISBN 978-4-86554-176-2  |                             |
| 4   | 「灯火の港の群像」 - tōka no minato no gunzō            | 25 settembre 2017 ISBN 978-4-86554-256-1 |                             |

### Manga
| Nº | Data di prima pubblicazione | Data di prima pubblicazione | Data di prima pubblicazione |
| Nº | Giapponese                  | Giapponese                  |                             |
| -- | --------------------------- | --------------------------- | --------------------------- |
| 1  | 25 marzo 2018               | ISBN 978-4-86-554334-6      |                             |
| 2  | 25 ottobre 2018             | ISBN 978-4-86-554411-4      |                             |
| 3  | 25 aprile 2019              | ISBN 978-4-86-554486-2      |                             |
| 4  | 25 ottobre 2019             | ISBN 978-4-86-554565-4      |                             |
| 5  | 25 maggio 2020              | ISBN 978-4-86-554671-2      |                             |
| 6  | 25 novembre 2020            | ISBN 978-4-86-554795-5      |                             |
| 7  | 25 aprile 2021              | ISBN 978-4-86-554899-0      |                             |
| 8  | 25 settembre 2021           | ISBN 978-4-82-400010-1      |                             |
| 9  | 25 marzo 2022               | ISBN 978-4-82-400140-5      |                             |
| 10 | 25 ottobre 2022             | ISBN 978-4-82-400321-8      |                             |
| 11 | 25 aprile 2023              | ISBN 978-4-82-400482-6      |                             |

### Anime
| Nº  | Titolo italiano Giapponese 「Kanji」 - Rōmaji                                  | In onda          | In onda |
| Nº  | Titolo italiano Giapponese 「Kanji」 - Rōmaji                                  | Giapponese       |         |
| 1   | Il ragazzo nella città dei morti 「死者の街の少年」 - Shisha no Machi no Shōne | 9 ottobre 2021   |         |
| 2   | Il saggio errante 「彷徨の賢者」 - Hōkō no Kenja                               | 16 ottobre 2021  |         |
| 3   | Il giorno della promessa 「約束の日」 - Yakusoku no Hi                         | 23 ottobre 2021  |         |
| 4   | La dea della fiaccola 「灯火の女神」 - Tomoshibi no Megami                     | 30 ottobre 2021  |         |
| 5   | L'elmo della volontà 「意志の兜」 - Ishi no Kabuto                             | 6 novembre 2021  |         |
| 6   | L'arciere della foresta delle bestie 「獣の森の射手」 - Kemono no Mori no Ite  | 13 novembre 2021 |         |
| 7   | Ricordi della tragedia 「惨劇の記憶」 - Sangeki no Kioku                       | 20 novembre 2021 |         |
| 7.5 | Il mio viaggio (special) 「惨劇の記憶」 - Sōshūhen Michiyuki                   | 27 novembre 2021 |         |
| 8   | Le canzoni degli eroi 「英傑の詩」 - Eiketsu no Uta                            | 4 dicembre 2021  |         |
| 9   | La città delle vele bianche 「白帆の都」 - Howaitoseiruzu                      | 11 dicembre 2021 |         |
| 10  | Lo splendore delle gesta 「武勲の輝き」 - Bukun no Kagayaki                    | 18 dicembre 2021 |         |
| 11  | La valle della disperazione 「絶望の谷」 - Zetsubō no Tani                     | 25 dicembre 2021 |         |
| 12  | Il paladino di una terra lontana 「最果ての聖騎士」 - Saihate no Paradin       | 3 gennaio 2022   |         |

Una seconda stagione intitolata The Faraway Paladin: The Lord of Rust Mountain, prodotta da OLM e Sunrise Beyond, con Akira Iwanaga alla regia della stagione e Tatsuya Arai alla progettazione dei personaggi insieme a Koji Haneda è andata in onda dal 7 ottobre al 23 dicembre 2023.
La sigla di apertura è "Meika" (命火, "Fuoco della vita") eseguita da Nagi Yanagi, mentre la sigla di chiusura è "Puzzle" (パズル) eseguita da Kotoko.
È composta da 12 episodi disponibili in Italia su Crunchyroll con audio originale in giapponese e doppiaggio in inglese, tedesco, spagnolo, francese e portoghese.
I sottotitoli sono disponibili anche in lingua italiana.

## Accoglienza
Sia la light novel che il manga hanno avuto vendite mediamente basse. La light novel non ha mai venduto oltre le 5000 copie del quarto volume che tuttavia è stato pubblicato prima dell'uscita dell'anime. Ad aprile 2023 anche le copie vendute del manga sono piuttosto esigue, non superando le 300 000 unità.